# Synagoge (Neustadt an der Weinstraße)
Die Synagoge in Neustadt an der Weinstraße, einer Stadt in Rheinland-Pfalz, war eine Synagoge, die 1866/67 gebaut und während der Novemberpogrome 1938 zerstört wurde. Die Synagoge stand in der Ludwigstraße 18–20.

## Geschichte
Eine Synagoge wurde in den 1860er Jahren geplant, als die alte Synagoge in der Hintergasse viel zu klein geworden war. Nach den Plänen von Karl Kreitner wurde der Bau in maurisch-neoromanischem Stil erbaut. Die Grundsteinlegung war am 4. April 1866 und die feierliche Einweihung fand am 17. und 18. Mai 1867 statt. 1909 errichtete die jüdische Gemeinde Neustadt in der Nähe der Synagoge ein Gemeindehaus mit vergleichbaren Stilformen.
Der traufständige Putzbau mit flachem Satteldach besaß polygonale, von Schweifhauben bekrönte Ecklisenen, die über das Traufgesims hinausragten. Der zweigeschossige Giebelrisalit an der Westfassade, also der Portalfassade, wurde im oberen Bereich von aus Konsolen aufsteigenden polygonalen, ebenfalls von Schweifhauben bekrönten Vorlagen begleitet. Eine Freitreppe vor dem Rundbogenportal mit zweiflügeliger Kassettentür betonte den sakralen Charakter des Gebäudes. Über dem Portal befand sich ein Stufengiebel, in dem ein dreifaches Fenster eingeschrieben war. Dieses und die weiteren Fenster an den Längsseiten besaßen Rundbögen. Auf dem Westgiebel thronten die Gesetzestafeln in einem rechteckigen, von Akroterien bekrönten Aufsatz. Die Traufseiten besaßen schmale, über das Ortganggesims hinausragende Lisenen und zwei zweibahnige Fenster zwischen denen ein Zwillingsfenster sich befand. Alle Fenster waren als Maßwerkfenster mit Hufeisenbögen gestaltet.
Die Synagoge in Neustadt wurde während der Novemberpogrome 1938 geschändet und in Brand gesteckt. Die Ruine wurde abgebrochen und 1939 legte das NSKK einen Fuhrpark auf dem Grundstück an. Das jüdische Gemeindehaus wurde von der Hitlerjugend genutzt.
Im Jahr 1954 wurde ein zweisprachiger Gedenkstein aufgestellt mit der Inschrift: Den Opfern aus der Pfalz zum Gedenken 1933–1945. Er befindet sich heute auf dem jüdischen Friedhof.
Am 9. November 1988 wurde ein neuer Gedenkstein mit einer Bronzetafel im Verwaltungsgebäudes in der Ludwigstraße aufgestellt, da das Synagogengrundstück 1985 mit Reihenhäusern bebaut wurde.